# LONG VACATION
LONG VACATION（ロング・バケーション）は、1990年代に活動していた日本の渋谷系テクノポップ歌謡バンド。les Long Vacationの表記も用いた。
1991年にケラリーノ・サンドロヴィッチを中心にみのすけ、中野テルヲの3人によって結成された。

レパートリーにはオリジナル曲の他にフレンチ・ポップス、1960年代の映画音楽、アイドル歌謡曲などのカヴァーも多かった。ちなみにバンド結成の構想は2年間(1989年春頃)にも亘った。
1992年、東芝EMIよりメジャーデビュー。その後TDKコア、ファンハウスに移籍。メジャーレーベルでの活動と並行して自身のインディーズレーベルから劇団健康、ナイロン100℃の舞台公演のサウンドトラックも発表している。1995年に活動休止。
2012年8月には、発売した作品を纏めたボックスセット「LONG VACATION 20th Anniversary Collection」が発売した。

## メンバー

### メインメンバー
- KERA - ボーカル、コーラス
- みのすけ - ドラムス、アコースティックギター、コーラス、ボーカル
- 中野テルヲ - キーボード、プログラミング、コーラス、ボーカル

### 主なサポートメンバー
- 中村"ムー"哲夫 - ベース
- 渡辺久男 - ギター

## エピソード
- メンバーの中野テルヲは、バンドP-MODELのベーシストでもあり、未発表曲「CALL UP HERE」「MONSTERS A GOGO」を歌詞を変更して演奏していた。1994年の大阪で行ったツアーライブにはリーダーの平沢進がゲスト出演し、P-MODELファンだったケラやファンを喜ばせた。[3]。

## ディスコグラフィー

### アルバム
- LONG VACATION 1991 SUMMER（SILLY WALK、1991年8月23日）
- SUNDAY AFTERNOON（SILLY WALK、1991年12月14日）
- LONG VACATION'S TOUCH Vol.1（SILLY WALK、1992年6月26日）
- LONG VACATION'S TOUCH Vol.2（SILLY WALK、1992年7月3日）
- LONG VACATION'S TOUCH Vol.3（SILLY WALK、1992年7月10日）
- LONG VACATION'S POP（東芝EMI、1992年8月26日）
- TOKYO PORCUPINE COLLECTION Featuring LONG VACATION（アポロン、1993年3月5日）
- SUMMER LOVERS（東芝EMI、1993年5月26日）
- AFTER SUMMER LOVERS（PUSSYCAT、1993年10月25日）
- SUNDAY AFTERNOON ORIGINAL SOUNDTRACK（PUSSYCAT、1994年5月29日）
- SLAPSTICKS ORIGINAL SOUNDTRACK（PUSSYCAT、1994年5月29日）
- 1979 ORIGINAL SOUNDTRACK（PUSSYCAT、1994年5月29日）
- SUNSHINE NOTE（TDK、1994年7月25日）
- MANHOLE FILE（TDK、1994年11月30日）
- NEXT MYSTERY ORIGINAL SOUNDTRACK（PUSSYCAT、1995年1月25日）
- PLATINUM NIGHT（PUSSYCAT、1995年3月25日）
- DRIVE TO THE 21st CENTURY（FUNHOUSE TRUST、1995年4月26日）
- LONG VACATION 20th Anniversary Collection（BRIDGE、2012年8月26日～10月26日）

### シングル
- I SAW MOMMY KISSING SANTA CLAUS（SILLY WALK、1992年12月18日）
- シェリーにくちづけ / BABY GO ROUND（東芝EMI、1993年1月13日）
- SUNDAY LOVE / BEACH TIME（東芝EMI、1993年4月5日）
- 太陽の下の18才 / LEGS（FUNHOUSE TRUST、1995年4月26日）

### 映像作品
- LONG VACATION'S SKETCH
- SUMMER PLACE
- ポンヌフから45分
- LONG VACATION'S PARIS MAKING VIDEO

## タイアップ一覧
| 使用年 | 曲名               | タイアップ                                                |
| ------ | ------------------ | --------------------------------------------------------- |
| 1993年 | シェリーにくちづけ | フジテレビ系『なるほど!ザ・ワールド』エンディングテーマ   |
| 1993年 | BEACH TIME         | JAL沖縄'93キャンペーンソング                              |
| 1994年 | 傘と電話機         | NHK-BS2『BSヤングナイト・真夜中の王国』オープニングテーマ |